# Monte Baya
El monte Baya o Volcan Baya es un volcán inactivo en el municipio de Ganassi en la provincia de Lanao del Sur, Filipinas. La montaña tiene una altura máxima de 1.484 metros se eleva desde una meseta de unos 950 m. Se le puede encontrar a unos 4 kilómetros al este del lago Dapao y a alrededor de 4,5 km al suroeste del lago Lanao. Entre el lago Dapao y el Monte Baya esta el monte Gadungan, otro volcán inactivo.
El Instituto Filipino de Vulcanología y Sismología ( PHIVOLCS ) enumera al Monte Baya como inactivo.